# Dracivșciîna, Cernihiv
Dracivșciîna (în ucraineană Драчівщина) este un sat în comuna Sloboda din raionul Cernihiv, regiunea Cernihiv, Ucraina.

## Demografie
Componența lingvistică a localității Dracivșciîna
     Ucraineană (86,96%)
     Rusă (13,04%)
Conform recensământului din 2001, majoritatea populației localității Dracivșciîna era vorbitoare de ucraineană (86,96%), existând în minoritate și vorbitori de rusă (13,04%).